# 6456 Golombek
A 6456 Golombek (ideiglenes jelöléssel 1992 OM) egy földközeli kisbolygó. Eleanor F. Helin és Kenneth J. Lawrence fedezte fel 1992. július 27-én.